# Ossenmarkt 9 (Zwolle)
De Ossenmarkt 9 te Zwolle is het adres van een historisch pand. In het gebouw is de Sociaal-Democratische Arbeiderspartij (SDAP) opgericht, de voorloper van de Partij van de Arbeid.

## Geschiedenis van het pand

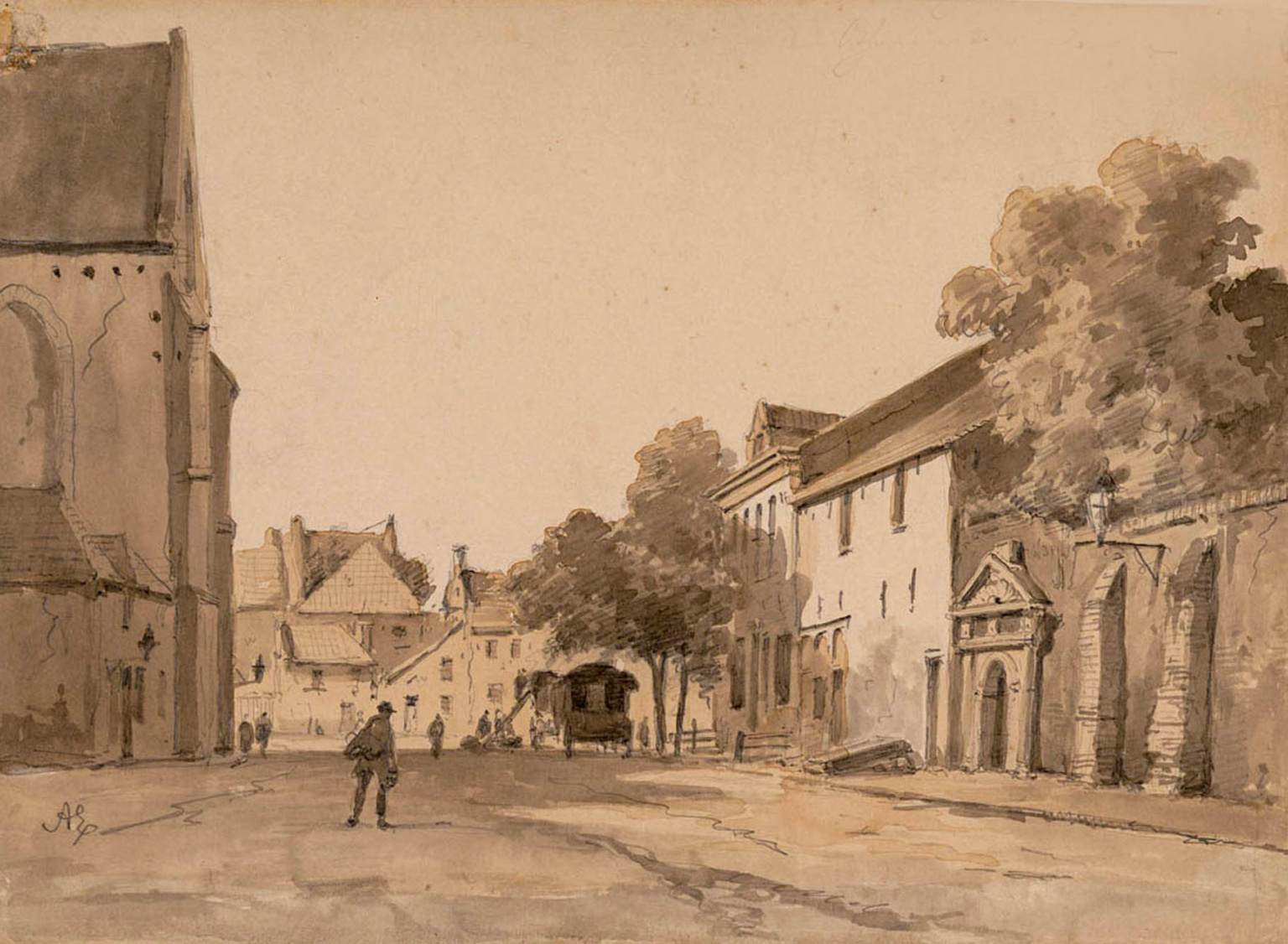
Ossenmarkt Zwolle in 19e eeuw

Het pand aan de Ossenmarkt 9 stamt uit 1883. Het kent een ontwerp van eclectische stijl van de Zwolle timmerman-aannemer T. Disselhof. In die tijd vormde het één eigendom met de Voorstraat 17, waarbij het westelijke deel van de drie percelen een achter- of koetshuis vormde met het pand aan de Voorstraat. Na een sloop en opbouw werd het pand op 30 december 1883 in gebruik genomen. Adrianus Eversen schildert Oud-Hollandse stadsgezichten en heeft van de Ossenmarkt 9 te Zwolle een schilderij geschilderd.
Vanaf het begin wordt het pand 't lokaal de Atlas genoemd, het fungeerde als danszaal, koffiehuis, logement en hotel. Uit de eerste advertenties blijkt dat het pand geschikt was voor partijen en bijeenkomsten; voor bijzondere gelegenheden werd het vrij afgestaan. De functie van het gebouw was voornamelijk variété en het dienen van het volkse amusement. Naast amusement traden in die tijd traden ook politieke sprekers op. 'T lokaal de Atlas ontwikkelde zich verder en het werd de vaste vergaderplaats voor diverse Zwolse verenigingen. Een van de verenigingen was de Volksbond tegen Drankmisbruik, zij realiseerde binnen enkele jaren een volksleeszaal en een koffiehuis in de Atlas (1890).

## Oprichting SDAP

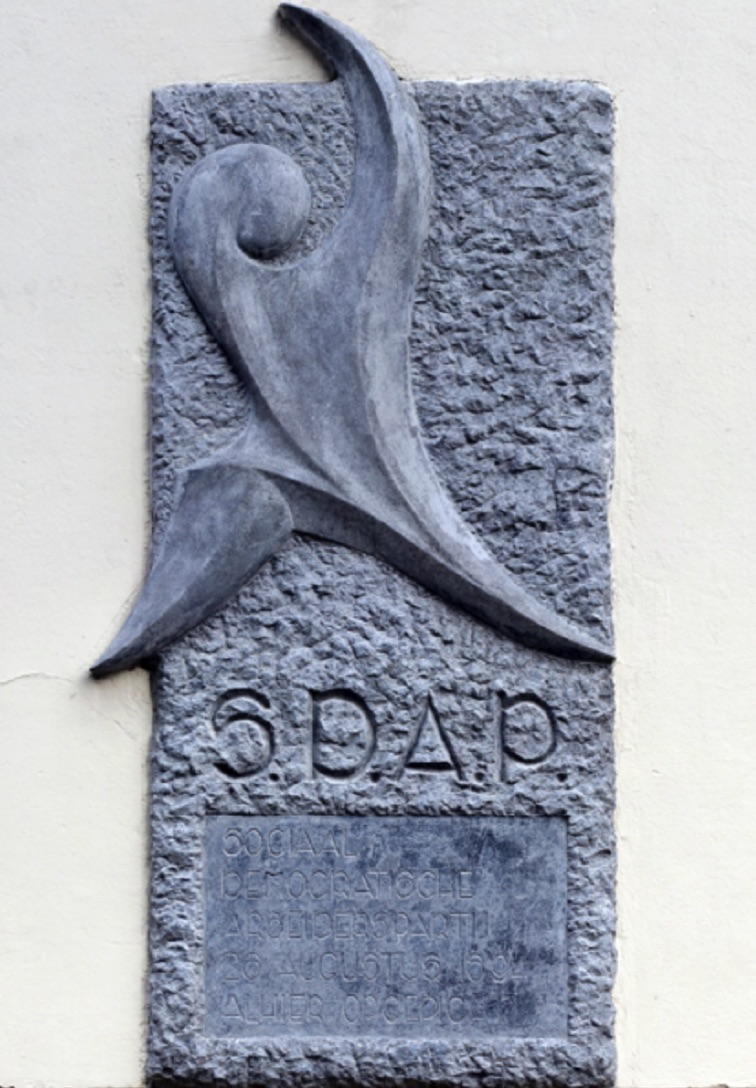
Maquette SDAP

'T lokaal de Atlas bleef een breed spectrum aan maatschappelijke groeperingen trekken. Diverse redenen hebben gezorgd voor de oprichting van een nieuwe Sociaal-Democratische Arbeidspartij. De maatschappelijk functie van het gebouw aan de Ossenmarkt speelt een rol, die jaren symboliek stond voor vrijheid, openheid en uitwisselen van ideeën over een betere toekomst. Maar de keuze van Zwolle als plaats van oprichting was ook niet helemaal toevallig. Op 26 augustus 1894 werd in de centraal gelegen provinciehoofdstad een socialistische manifestatie gehouden waarbij potentiële leden en belangstellenden voor de nieuwe partij aanwezig waren. In de vervolgjaren werd het pand gebruikt als vergaderlocatie.
In 1946 ging de SDAP op in de Partij van de Arbeid. Negentig jaar na de oprichting (1984) gaf de afdeling Zwolle van de Partij van de Arbeid (PvdA) opdracht tot een herdenkingsplaat. Walraed Cremers ontwierp een gestileerde figuur die vooruitstrevendheid, dynamiek en beweging uitstraalt. De gepolijste figuur contrasteert met de ruwe, schorsachtige achtergrond.

## Latere functies
- In 1920 werd het pand verkocht aan een nieuwe eigenaar die het pand verbouwde tot garage;
- In 1934 komt het pand in handen van Onze-Lieve-Vrouweparochie, zij gebruiken het pand als verenigingsgebouw;
- In 1992 komt het pand na diverse eigenaren te hebben gehad in handen van een Markiezenspecialist;
- In 2001 krijgt het pand een andere bestemming en wordt het restaurant de Atlas er in gevestigd.
- In 2020 wordt Beautanica gevestigd in het pand.